# Ларн
Ларн (енгл. Larne, ир. Latharna) град је на источној обали округа Антрим у Северној Ирској. Према попису из 2021. било је 18.853 становника. Главна је лука за кретање путника и терета.